# Rhenzy Feliz
Rhenzy Feliz (New York, 26 ottobre 1997) è un attore statunitense.

## Biografia
Rhenzy Feliz è nato nel Bronx da una madre single di 21 anni. È di discendenza dominicana. Da piccolo si è trasferito con la madre in Florida, dove secondo quanto riferito ha frequentato otto scuole diverse mentre era ancora alle elementari. Dopo che sua madre si è risposata, si sono trasferiti a Los Angeles dove Rhenzy ha iniziato a frequentare la Santa Monica High School dove si è diplomato in recitazione..
Nel 2017 è entrato a far parte del cast della serie Runaways nel ruolo di Alex Wilder.
Nel 2021 è stato annunciato che Feliz presterà la sua voce al film d'animazione Disney Encanto.
Nel 2024 recita nella miniserie TV The Penguin dove interpreta il ruolo di Victor "Vic" Aguilar, autista e braccio destro di Oz.

## Vita privata
Nel 2018, Feliz si è fidanzato con l'attrice Isabella Gomez.

## Filmografia

### Attore

#### Cinema
- All Together Now, regia di Brett Haley (2020)
- Jelly, regia di Ariela Barer - cortometraggio (2021)
- The Same Storm, regia di Peter Hedges (2021)
- Il bar delle grandi speranze (The Tender Bar), regia di George Clooney (2021)

#### Televisione
- Casual – serie TV, 10 episodi (2016)
- Teen Wolf – serie TV, 5 episodi (2017)
- Runaways – serie TV, 33 episodi (2017-2019)
- Kevin (Probably) Saves the World – serie TV, episodio 1x14 (2018)
- American Horror Stories – serie TV, episodio 1x03 (2021)
- The Penguin, regia di Craig Zobel, Helen Shaver, Kevin Bray e Jennifer Getzinger – miniserie TV (2024)

### Doppiatore
- Encanto, regia di Byron Howard (2021)

## Doppiatori italiani
Nelle versioni in italiano delle opere in cui ha recitato, Rhenzy Feliz è stato doppiato da: 
- Federico Campaiola in Runaways, Il bar delle grandi speranze
- Leonardo Caneva in All Together Now
- Tito Marteddu in The Penguin

Come doppiatore è stato sostituito da:
- Álvaro Soler in Encanto